# Sygun Liewald
Sygun Liewald (* 1957) ist eine deutsche Schauspielerin, Synchronsprecherin, Dialogbuchautorin und Hörspielsprecherin.

## Karriere
1980 spielte Sygun Liewald bei den Karl-May-Spielen die Rolle der Ann Wilkins in der Aufführung von Im Tal des Todes. Zwischen 1982 und 1983 spielte sie in Horst Johannings Inszenierung von Rosen und Vergißmeinnicht von Klaus Wirbitzky im Contra-Kreis-Theater in Bonn. In der deutschen Familienserie Müllers Vieh spielte sie die Amei. In der Kinder- und Jugendserie Achterbahn war sie ebenfalls in einer Episodenrolle als Jettes Mutter zu sehen. In Aktenzeichen XY … ungelöst war sie in mehreren Episoden zu sehen.
Seit den 80er Jahren verlegte sich Sygun Liewald vor allem auf die Arbeit als Synchronsprecherin, so war sie in Animeserien, wie Mila Superstar und Die tollen Fußballstars zu hören. Später begann sie zudem deutsche Dialogbücher zu schreiben, so für Walker, Texas Ranger, Grace and Frankie oder King of Queens. In King of Queens sprach sie mehrere Episodenrollen, aber auch wiederkehrend Amy Stiller in verschiedenen Rollen. Des Weiteren sprach Liewald unter anderem in der Hörspielserie Sauri die Lurchia.

## Synchronisation (Auswahl)
Quelle: Deutsche Synchronkartei

### Spielfilme
- 1965: Audrey Dalton als Carol Ridgeway in Colorado Saloon 12 Uhr 10 (2. dt. Fassung)
- 1968: Danièle Noël als Sharna in Jung, blond und tödlich (dt. Fassung: 1993)
- 1997: Toni Collette als Iris Chapman in Clockwatchers
- 2001: Karol Kent als Detective Lily Pons in Novocaine – Zahn um Zahn

### Fernsehserien
- 1983–1986: Yukari in Die tollen Fußballstars [Animation]
- 1986–1987: Shocking P in Im Land des Zauberers von Oz [Animation]
- 1995–1996: Barbara Jean Kearney als Moondance in Starla und die Kristallretter [Animation]
- 1995–1996: Chiharu Suzuka als Sakura Hanasaki in Wedding Peach [Animation] (2. dt. Fassung)

## Hörspiele (Auswahl)
- 1990: Lurchia in Sauri (4 Folgen), Regie: Wolf Rahtjen, Kolibri
- 1992: Kelly in Baywatch: Die Rettungsschwimmer von Malibu (1 Folge), Regie: Andreas Schmidt, Karussell
- 2010: Connie Leander in Die drei !!! (1 Folge), Regie: Thomas Karallus, Europa